# Камардина, Галина Фёдоровна
Галина Фёдоровна Камардина (род. 1953) — советский и российский художник, живописец и график в области декоративно-прикладного искусства. Член Союза художников СССР (с 1981). Почётный член РАХ (2018). Заслуженный художник Российской Федерации (2007).

## Биография
Родилась 30 октября 1953 года в посёлке Касторное, Курской области.
С 1969 по 1974 год обучалась в Абрамцевском художественно-промышленном училище,
по окончании которого с отличием работала художником на различных предприятиях промышленности города Калинин (ныне Тверь) и в Калининском отделении Союза художников РСФСР. Одновременно с творческой, с 1976 года на педагогической работе в Калининской (Тверской) художественной школе имени В. А. Серова. 
Наиболее известные художественные произведения Н. Л. Гаттенбергер в области живописи и декоративно-прикладного искусства это: «На работу» и «Деревня» (1989), «Баня. Женщины», «Плод. Женщины» и «Дни поздней осени» (1995), «Две женщины» (1998), «И пробуждается поэзия во мне» (2001), серия «Пахарь. Вечные ценности» и «Хлеб. Вечные ценности» (2012), «Вечерняя женщина» (2016). С 1976 года Г. Ф. Камардина была участником всероссийских, зарубежных и персональных выставок, в том числе в Испании, Италии, Австрии, Венгрии, США (1992—1996) и Японии. Художественные произведения Г. Ф. Камардиной находятся в музеях России и  Европы и США.
С 1981 года Г. Ф. Камардина была избрана членом Союза художников СССР.  В 2018 году ей было присвоено почётное звание — Почётный член РАХ.
9 апреля 2007 года Указом Президента России «За заслуги в области искусства» Г. Ф. Камардина было присвоено почётное звание Заслуженный художник Российской Федерации.

Художественные работы Галины Камардиной отличаются декоративностью живописного языка и ярко выраженной этнографической направленностью. Для нее не существует каких-либо правил. Она вольна выбирать любую форму, материал и манеру исполнения. Это помогает ей достичь подлинной монументальности в работах, посвященных русской жизни. Мир Галины Камардиной многомерен. Темы и жанры разнообразны, она не иллюстрирует окружающий мир, а осмысливает его через архетипические образы. Один раз увидев её работы, невозможно их не запомнить. Она из редкой сегодня породы художников, которые не выстраивают личную стратегию успеха, не ищут признания, преуспевания и благополучия. Галина Камардина не ставит себе никаких границ и пределов в смысле художественных достижений и никому не навязывает свои эстетические и нравственные приоритеты как единственно верные

## Награды
- Заслуженный художник Российской Федерации (2007)[6]